# 3845 Неяченко
3845 Неяченко (3845 Neyachenko) — астероїд головного поясу, відкритий 22 вересня 1979 року.
Тіссеранів параметр щодо Юпітера — 3,111.